# KDDI Mobile 6600-J
KDDI Mobile 6600-J（ケイディーディーアイモバイル6600-J）は、三洋電機（大阪、現：京セラ SANYOブランド）によって開発・製造された、
KDDIモバイルのAMPS及びCDMA2000 1xのデュアルモードデュアルバンド携帯電話端末である

## 特徴
KDDIモバイルの日本語対応モデル第1号機として2007年7月16日に発売された、
アンテナ内蔵極薄折りたたみ端末である。
ショートメッセージサービスのテキストメールサービスと、
Mobile WEBサービスによるWebメールとWebサイトへのアクセスで、
日本語の表示・入力が可能である。

## 年表
- 2006年6月8日 : 認可 FCC ID AEZSCP-66H。
- 2007年7月16日 : 発売。